# (804) Hispania
(804) Hispania est un astéroïde de la ceinture principale. Il fut découvert à Barcelone (Espagne) le 20 mars 1915 par Josep Comas i Solà (1868-1937).
C'est le premier astéroïde découvert par un espagnol et il fut nommé en honneur d'Hispania, nom latin d'Espagne.